# Korfus internationella flygplats
Korfus internationella flygplats "Ioannis Kapodistrias" (IATA: CFU, ICAO: LGKR) (grekiska: Κρατικός Αερολιμένας Κέρκυρας
"Ιωάννης Καποδίστριας") är en internationell flygplats på den grekiska ön Korfu, som erbjuder både reguljär- och charterflyg från många europeiska städer. Under säsongen (mellan april och oktober) är flygtrafiken som mest intensiv. I december 2015 privatiserades flygplatsen.
Korfus internationella flygplats, även kallad "Ioannis Kapodistrias", är uppkallad efter Ioannis Kapodistrias den första guvernören för Grekland. Flygplatsen ligger omkring 2 km söder om staden Korfu och en halv kilometer norr om Pontikonisi. Flygplatsen erbjuder inrikesflyg med Olympic Air, Aegean Airlines och Sky Express, men de allra flesta flygen under sommarsäsongen är charterflyg.
Det finns en taxistation och busshållplats utanför terminalen som förbinder flygplatsen med alla delar av ön.